# Włoska szkoła skrzypcowa
Włoska szkoła skrzypcowa - kierunek w pedagogice muzycznej Włoch XVII wieku odnoszący się do sposobu gry i komponowania odpowiadającego budowie, właściwościom technicznym i brzmieniu skrzypiec. Szkoła wyznaczała kierunki komponowania i gry na skrzypcach nadając charakter włoskiej muzyki barokowej.